# Kanken Toyama

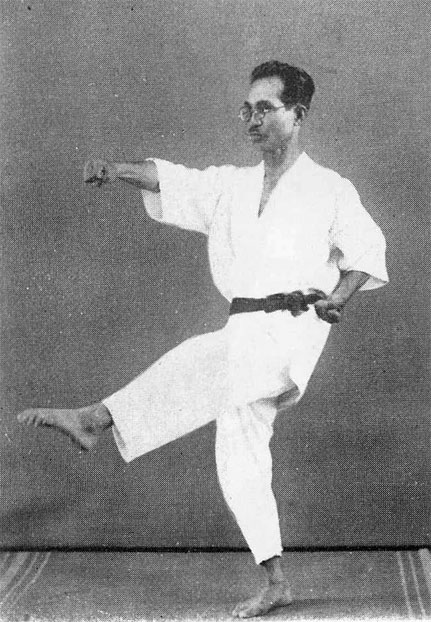

Tōyama Kanken (jap. 遠山寬賢 Tōyama Kanken; * 24. September 1888 in Shuri, Okinawa; † 24. November 1966) war ein japanischer Karateka und der Entwickler der Karate-Auffassung Shudokan. Er wurde unter dem Namen Kanken Oyadamari, als Mitglied einer Adelsfamilie geboren.

## Leben
Im Alter von 9 Jahren begann er das Training unter Yasutsune „Ankoh“ Itosu, dessen Schüler er bis zum Tod des Meisters 1915 blieb. Toyama lernte allerdings in Itosus Dōjō nicht nur vom Meister selbst, sondern auch von dessen fortgeschrittenen Schülern. An dieser Stelle ist insbesondere Kentsu Yabu zu nennen. Toyama war jedoch einer der beiden einzigen Schüler, die von Itosu den Titel Shihanshi (Protegé) verliehen bekamen, der andere war Tokuda Anbun. Somit erhielt er Zugang zum O Kuden (geheime Lehre) Itosus, und als einer der inneren Schüler Itosus, stellte dieser Toyama auch seinem Freund Higashionna Kanryō vor, der ihn auch als Schüler annahm, und von dem er die Kunst des Naha-te lernte. Zusätzlich studierte er noch bei Oshiro Chojo, Aargaki Seisho, Kuwae Ryosei und Tana. Kanken Toyamas Ausbildung im Karate umfasste also alle drei großen okinawanischen Stilrichtungen. Toyama selbst sah sich jedoch zeit seines Lebens als Vertreter des Shuri-te, das er bei Itosu gelernt hatte.
1924 zog Toyama, mittlerweile Grundschullehrer, aus beruflichen Gründen nach Taiwan, wo er unter den Meistern Cheng Tong-Tai in Taipeh und Meister Lim Tung-Tong in Taichung, das Hequan (jap. Hakutsuru-ken) lernte. Dieses Kampfkunstsystem des weißen Kranichs wird im Bubishi beschrieben und gilt als Grundlage so gut wie aller Karate Stile.
Das Bubishi ist ein altes chinesisches Dokument, mit einfachen Zeichnungen bebildert und schwer zu übersetzen. Es wurde lange Zeit geheim gehalten, und niemand weiß genau, wann es geschrieben wurde. Es besteht aus drei Teilen, die sich mit dem Baihequan (Weißer-Kranich-Stil), Anmerkungen über die Kunst des Kämpfens und die Behandlungen von Verletzungen mit Hilfe der chinesischen Kräutermedizin, beschäftigen. Eine Version des Buches wurde von Higashionna Kanryō nach Okinawa gebracht. Fest steht, dass auch Itosu eine Version des Buches besaß, und auch Funakoshi und Kenwa Mabuni, ein weiterer Schüler Itosus, zitierte aus ihm. Dies macht es wahrscheinlich, dass auch Toyama Kenntnisse aus dem Bubishi hatte und nun auf Taiwan versuchte, die Ursprünge des Karate zu lernen. Hierfür fehlen allerdings die Beweise. Belegt ist lediglich, dass er auf Taiwan „inneres“, weiches Quanfa lernte.
1930 kehrte Toyama nach Japan zurück und eröffnete im März 1930 sein erstes Dōjō in Tokio, das er Shu-Do-Kan (Ort zum Erlernen des Weges) nannte. Toyama wollte nie einen eigenen Stil kreieren, sondern er unterrichtete lediglich eine Kombination der von ihm erlernten Richtungen. Sein Karate nannte er Okinawa Seito Karate (orthodoxes Okinawa Karate). Es war eine Kombination aus Shuri-te, Nahe-te, Tomari-te und dem Hequan, wobei Toyama, wie oben schon erwähnt, sich stets als Vertreter des Shuri-te von Meister Itosu sah.
An der Nihon-Universität traf Toyama auf den Koreaner Yoon Byung-in (auch Yun Pyung-in), einen Kampfkunst-Meister, und trainierte mit ihm. Zwischen den beiden entstand eine tiefe Freundschaft, und Yoon kehrte mit dem Rang eines 5. Dan (laut Shu-Do-kan-Register) nach Korea zurück und trug dort maßgeblich zur Gründung des modernen Taekwondo bei, da er nach seiner Rückkehr das Chang Moo Kwan, bzw. das YMCA Kwon Bup Bu, gründete und einer seiner Schüler 1956 das Kang Duk Won. Nach der Unabhängigkeitserklärung Koreas am 15. August 1945 traf sich Yoon Byung-in mit den Gründern der vier anderen großen koreanischen Kwan (Schulen), und sie beschlossen die Gründung einer Vereinigung zur Vereinheitlichung der verschiedenen Kwans. Das moderne Taekwondo wurde geboren. Yoon erlebte die Vereinigung 1961 unter General Choi Hong Hi nicht in Freiheit mit, da er während des Koreakrieges (1950–1953) von Nordkorea gefangen genommen wurde.
1946 gründete Toyama Kanken die All Japan Karate-Do Federation (AJKF), mit dem Ziel, alle okinawanischen Karaterichtungen zu vereinen und einen Raum zu schaffen, um Ideen und Techniken auszutauschen. Aufgrund seiner enormen Leistungen und Qualifikationen im okinawanischen Karate und Kobudo (traditionelle okinawanische Waffen), das Toyama auch unter seinen Lehrern meisterte, verlieh ihm die japanische Regierung 1949 den Titel eines Dai-Shihan („großer Lehrer“) und das Recht, jeden Titel in jedem okinawanischen Karatestil zu vergeben. Diese Ehre wurde neben ihm angeblich nur Chibana Chōchin zuteil.
Zeit seines Lebens wollte er keinen eigenen Karatestil gründen, sondern er sagte: „Ein Name ist nicht mehr als ein Name: alle Stile sind prinzipiell gleich, ungeachtet der Namen, unter denen sie bekannt sind.“
Toyama Kanken konnte nicht verhindern, das sich sein Karate nach seinem Tod am 24. November 1966 zersplitterte.
Takazawa Masanao (1931–2010) gründete das Keishinkan, Ichikawa Isao (1935–1996) das Doshinkan, Shimabukuro Eizo (1925-) übernahm die AJKF und gründete das Shobayashi-ryu. Walter Todd (1927–1999) brachte eine Form des Shudokan in die USA und Hanaue Toshio (1930–1983) lehrte Shudokan im Hombu Dojo.

### Primärliteratur
- Toyama Kanken: Okugi Hijusu Karate-do (奥技秘術 空手道). Tokio, 1956.
- Toyama Kanken: Karate-do Daihokan. Tokio, 1960.
- Toyama Kanken: Karate-do Nyumon (空手道 入門). Tokio, 1967.
- Toyama Kanken: Introduction to Karate-Do. Its Inner Techniques and Secret Arts. Übersetzt von Tobey Stansbury. Seattle: Eigenverlag (www.emeraldcitykarate.com), 2019.

### Sekundärliteratur
- Christian Bellina: Toyama Kanken. Das Vermächtnis des Shudokan. Ohne Ort: Eigenverlag, 2018 (www.toyama-book.org).
- Christian Bellina: The Seven Innermost Techniques of Toyama Kanken. Background and Training Methods. Klagenfurt: Shudokan Publishing / Lulu Press, 2022.
- Russ Sinclair: The Life and Teachings of Toyama Kanken. My View of the Distant Mountain. Ohne Ort: noch nicht erschienen. "Introduction", 2019, erhältlich via https://www.toyamakanken.com/